# 権力の48法則
『権力の48法則』（原題: 英語: The 48 Laws of Power）は、1998年に出版されたアメリカの作家ロバート・グリーンによる自己啓発書である。
本書はニューヨーク・タイムズのベストセラーとなり、アメリカ国内で130万部以上の売上を記録した。

## 背景
グリーンは、ハリウッドでライターとして働く中で、現代の権力層が歴史上の権力者と共通の特徴を持つと考え、『権力の48法則』のアイデアを構想し始めた。
1995年、グリーンは芸術・メディアスクールであるファブリカでライターとして勤務し、ブックパッケージャーのユースト・エルファーズと出会った。
グリーンはエルファーズに権力に関する本の企画を提案し、6か月後、エルファーズはグリーンに原案の執筆を依頼した。
グリーンは、ハリウッドでライターとして働いていた際に、現代の権力者たちが歴史上の権力者と共通の特徴を持っていると考え、『権力の48法則』の基本的な概念を構想した。1995年、グリーンは芸術・メディア学校であるFabricaでライターとして働いており、書籍パッケージャーのユースト・エルファース（Joost Elffers）と出会った。グリーンはエルファースに権力についての本の企画を提案し、6か月後にエルファースから正式な企画書を執筆するよう依頼された。
グリーンは当時の仕事に満足していなかったものの、安定していたため、正式な書籍企画を執筆することはリスクが高いと考えていた。しかしその頃、グリーンは最も愛読するユリウス・カエサルの伝記を再読しており、カエサルがルビコン川を渡り、ポンペイウスと戦う決断をしたことに着想を得た。この決断がカエサルの内戦を引き起こしたのである。グリーンはこの着想を基に企画書を執筆し、これが後に『権力の48法則』となった。彼はこの瞬間を自身の人生の転機であると後に語っている。

## 評価

### 人気
『権力の48法則』はアメリカ国内で130万部以上を売り上げ、24か国語に翻訳されている。Fast Companyは本書を「メガ・カルト・クラシック」と評し、ロサンゼルス・タイムズはグリーンを「ヒップホップ界、ハリウッドのエリート、そして囚人たちのカルト的英雄」にしたと述べている。
本書はアメリカの刑務所の図書館で頻繁に求められていると報告されている。ラッパーの50セントは本書に「すぐに共感した」と述べ、グリーンに共同執筆を提案し、後に『The 50th Law』として実現した。この作品もニューヨーク・タイムズのベストセラーとなった。また、バスタ・ライムスやデリウス・ジャクソンは映画プロデューサーとのトラブル対処に本書を活用した。『権力の48法則』は、UGK、ジェイ・Z（「Primetime」）、カニエ・ウェスト、セントラル・シー、MF Doom、ドレイクなどの楽曲にも言及されている。
アメリカン・アパレルの創設者であり元CEOのドブ・チャーニーは、取締役会の会議中に本書の法則を頻繁に引用し、友人や従業員に本を配布していた。また、グリーンを取締役に任命したが、2014年に同社から解雇された。また、本書の著者によれば、キューバの元国家元首フィデル・カストロも本書を読んだとされる。
本書はアメリカの複数の刑務所で禁止されている。
『権力の48法則』は、50セント、ジェイ・Z、バスタ・ライムス、マイケル・ジャクソン（本の余白に書き込みをしていた）、コートニー・ラブ（薬物使用容疑で法廷に向かう途中に本を持っている姿が撮影された）、そしてウィル・スミスなどに引用されたり購入されたりしている。
本書が「倫理に反する書籍」としての評判を得たことに対し、グリーン自身は「露骨に操作的だといえる法則はせいぜい4つか5つしかない」と述べ、「残りの44の法則はまったく操作的ではない」と主張している。さらに、「人々は最も極端な章を選んで批判する」と反論している。

### 批評と学術的評価
キャロル・ケネディは『Director』誌において、「グリーンの『法則』のいくつかは矛盾しているように思える」と述べ、本書を「単調で説教的である」と評している。
『ニューズウィーク』誌のジェリー・アドラーは、本書における法則の矛盾点を列挙し、「グリーンは意図していないだろうが、本書は新約聖書以来、謙虚さと無名であることの最良の擁護論の一つとなっている」と述べている。
『Kirkus Reviews』は、本書がグリーンの世界観を支持する証拠を一切提示しておらず、各法則が互いに矛盾していることを指摘し、「単なるナンセンスである」と評している。
『権力の48法則』は、ミルサップス大学およびラマポ大学の講義で教材として使用された。
また、スタンフォード大学のジェフリー・フェファーは、グリーンの法則が個別の事例に基づいており、実証的な研究に裏付けられていないと指摘している。